# فربيونية
الفصيلة الفَرْبَيُونِيَّة أو اللبينية أو اليَتُّوعِيَّة أو الفصيلة اللبنية أو الفصيلة السوسبية أو الفربيونيات الحلابية (الاسم العلمي: Euphorbiaceae) هي فصيلة من النباتات تتبع رتبة الملبيغيات من طائفة ثنائيات الفلقة. تضم 300 جنس و7500 نوع. معظم هذه الأنواع عشبية أو شجرية منها ما هو نفضية ومنها ما هو دائم الخضرة ذات أوراق وأزهار متنوعة. تضم محاصيلاً زيتية مثل الجاتروفا.
اكتسبت الفصيلة اسمها من وجود سائل أبيض يشبه الحليب في أنسجة كثير من أنواع هذه الفصيلة.

## أسر
- فربيوناوات (الاسم العلمي: Euphorbioideae)
- كروتوناوات (الاسم العلمي: Crotonoideae)
- أكاليفاوات (الاسم العلمي: Acalyphoideae)
- شيلوساوات (الاسم العلمي: Cheilosoideae)
- بيراوات (الاسم العلمي: Peroideae)

## من الأجناس في هذه الفصيلة
- الفربيون (باللاتينية: Euphorbia) وهو الجنس النموذجي للفصيلة
- التنوم (باللاتينية: Chrozophora)
- اليطروفة (باللاتينية: Jatropha)
- الحلبوب (باللاتينية: Mercurialis)
- الخروع (باللاتينية: Ricinus)
- الشمع (باللاتينية: Sapium)
- الكروتون (باللاتينية: Croton)
- الهيفيا (باللاتينية: Hevea) وهو الجنس الذي يحتوي على شجرة المطاط
- (باللاتينية: Aleurites)
- (باللاتينية: Emblica)